# 原子力安全技術センター
公益財団法人原子力安全技術センター（げんしりょくあんぜんぎじゅつセンター）は、放射性同位元素規制法に基づく登録機関業務、原子力防災に係る国等の支援業務、原子力安全の確保に関する業務を実施している公益法人。

## 概要
1980年（昭和55年）に財団法人放射線安全技術センターとして設立し、1986年(昭和61年)に現在の名称に改称、2012年（平成24年）に公益財団法人化。公益法人化するまでは、文部科学省の所管であった。

### 所在地
- 本部：東京都文京区白山5丁目1番3-101号　東京富山会館ビル4階
- 防災技術センター：青森県上北郡六ヶ所村大字尾駮字野附
- 西日本事務所：大阪府大阪市西区靭本町

## 事業
- 放射線取扱主任者の試験・講習
- 緊急時迅速放射能影響予測ネットワークシステム(SPEEDI)の運用